# دار الشرف (مناخة)

تعديل مصدري - تعديل

دار الشرف هي إحدى قرى عزلة المغارب العليا بمديرية مناخة التابعة لمحافظة صنعاء، بلغ تعداد سكانها 65 نسمة حسب تعداد اليمن لعام 2004.